# Juventude Socialista
La Juventude Socialista o JS ("Gioventù socialista" in lingua portoghese) è l'organizzazione giovanile del Partito Socialista del Portogallo. Riunisce i giovani tra i 14 e 29 anni, portoghesi o residenti in Portogallo. È integrata, politicamente e ideologicamente, nel socialismo democratico (o socialdemocratico).
È un'organizzazione politica di giovani portoghesi che accettano la piattaforma politica approvata al Congresso, la Dichiarazione dei Principi e il Programma del Partito Socialista, con l'obiettivo di costruire una società più giusta e solidale in Portogallo.
La Gioventù socialista trova in questa corrente politica e ideologica un progetto progressivo di trasformazione sociale, incentrato sui valori di uguaglianza, solidarietà e libertà.

## Strutture della gioventù socialista

### Intervento locale e nazionale
JS opera localmente, attraverso le sue strutture di Concelhias. Questi, a loro volta, sono organizzati in 21 federazioni distrettuali e regionali.

### Intervento Autarchico
In aggiunta a queste strutture, l'Associazione Nazionale dei Sindaci giovani socialisti (Anjas) coordina il lavoro dei rappresentanti locali eletti del JS nelle parrocchie e nei comuni, diffondere le buone pratiche e assistendo il coordinamento delle politiche a livello di governo locale.

### Organizzazione di studenti socialisti
L'Organizzazione nazionale degli studenti socialisti (OES) è la struttura rappresentativa di tutti gli studenti affiliati alla Gioventù socialista e si organizza nelle strutture scolastiche, federative e nazionali. Frutto delle modifiche statutarie introdotte alla fine del 2014, la struttura si fonde nella stessa organizzazione della precedente Nazionale Studenti socialista del Higher Education Organization (ONESES) e l'Organizzazione Nazionale del socialista studenti di base e l'istruzione secondaria (ONESEBS).
L'OES ha il compito di decidere sugli orientamenti generali e interventi politici della JS nei settori della politica di istruzione; contribuiscono all'articolazione degli interventi nazionali le Istituzioni Educative JS, anche attraverso la formulazione di proposte per gli altri organi della Gioventù Socialista e gestire la rete nazionale di Federazioni e Nuclei di studenti socialisti.
I Centri per gli studenti socialisti (NES) mirano a rappresentare la Gioventù Socialista degli istituti di istruzione a cui appartengono, in particolare incoraggiando il dibattito politico e la diffusione del programma e le decisioni della Gioventù Socialista. D'altra parte, ogni NES è libero di promuovere le attività che ritiene appropriate, nonché di pronunciarsi sui temi relativi all'Istituzione dove è inserito, in articolazione con OES e con la sua Federazione, quando esiste.

### Intervento sindacale
Più recentemente, la JS ha creato la sua Tendenza socialista giovanile, cercando di integrare in una struttura nazionale i nuclei nel settore dell'occupazione e del sindacalismo.

## Intervento internazionale
Sul fronte esterno, la JS è uno dei membri fondatori dell'organizzazione europea dei giovani socialisti ECOSY (YES - Young European Socialists), ed è particolarmente impegnata nell'approfondimento del progetto europeo e nel rafforzamento delle sue componenti democratiche e sociali.
Lavorando a sostegno di un ordine internazionale basato sui principi della Carta delle Nazioni Unite, la JS è anche membro della IUSY - International Union of Socialist Youth e ha rafforzato il suo intervento nella cooperazione tra le organizzazioni dei paesi di lingua portoghese e lo spazio iberoamericano .

## Segretari generali
- 1975-1978 - Alberto Arons de Carvalho

- 1978-1981 - José Leitão

- 1981-1984 - Margarida Marques

- 1984-1990 - José Apolinário

- 1990-1994 - António José Seguro

- 1994-2000 - Sérgio Sousa Pinto

- 2000-2004 - Jamila Madeira

- 2004-2008 - Pedro Nuno Santos

- 2008-2010 - Duarte Cordeiro

- 2010-2012 - Pedro Delgado Alves

- 2012-2016 - João Torres

- 2016-2018 - Ivan Gonçalves

- 2018-in carica - Maria Begonha